# Interacțiune de galaxii

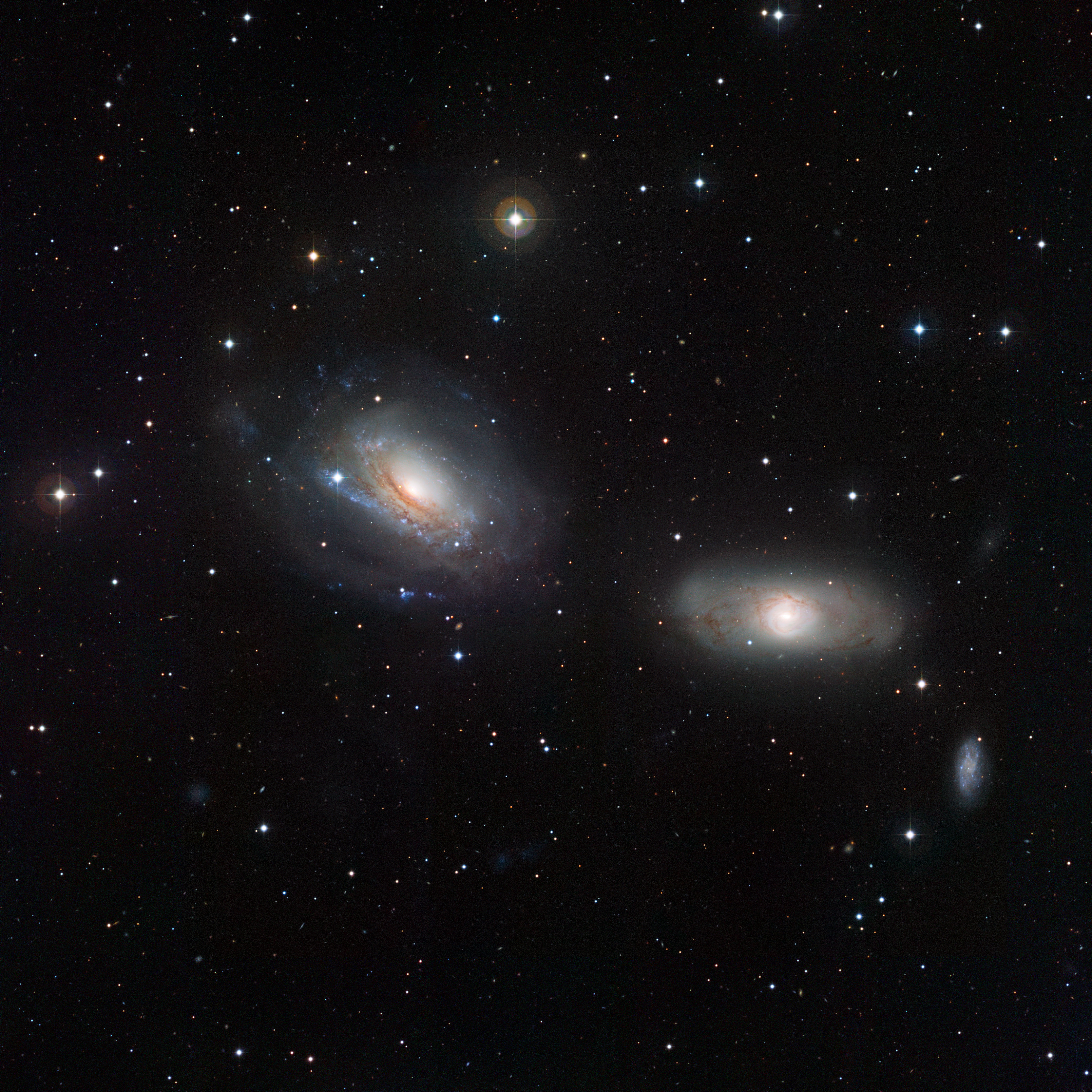
NGC 3169 (stânga) și NGC 3166 (dreapta) au câteva trăsături ciudate, ceea ce înseamnă că membrii acestei interacțiuni sunt destul de aproape pentru a avea influențe gravitaționale perturbatoare una asupra celeilalte.

Galaxiile care interacționează sunt acele galaxii ale căror câmpuri gravitaționale provoacă tulburarea acestora. Un exemplu de interacțiune minoră este o galaxie satelit care perturbă spiralele unui galaxii primare.